# Queimadas, Bahia
Queimadas  este un oraș în Bahia (BA), Brazilia.